# Murina harrisoni
Murina harrisoni is een vleermuis uit Cambodja die in 2005 is ontdekt. Er is slechts één exemplaar bekend, dat werd gevangen in O Tuk Chehn in het Nationaal Park Kirriom in de provincie Kompong Speu van Cambodja (11°29.611'N, 104°12.746'O).
Het is een middelgrote Murina-soort met een grote schedel. De vlieghuid tussen de poten (het plagiopatagium) begint bij de basis van de eerste teen. Zijn armen zijn 35,9 mm lang, de oren 14 mm, de tragus 7,4 mm en de schedel 18,39 mm.
M. harrisoni is genoemd naar Dr. David Lakin Harrison, die veel heeft gedaan voor het onderzoek van het Harrison Institute, waar de beschrijvers werken, naar de vleermuizen van Zuid- en Zuidoost-Azië.